# 埃爾克霍恩 (加利福尼亞州)
埃爾克霍恩（英語：Elkhorn）是位於美國加利福尼亞州蒙特雷縣的一個人口普查指定地區。

## 地理
埃爾克霍恩的座標為36°49′28″N 121°49′26″W / 36.82444°N 121.82389°W，而該地最高點為海拔高度3米（即10英尺）。

## 人口
根據2010年美國人口普查的數據，埃爾克霍恩的面積為12.510平方千米，當中陸地面積為12.452平方千米，而水域面積為0.058平方千米。當地共有人口1565人，而人口密度為每平方千米125人。